# Distrito de Ludwigslust
El Distrito de Ludwigslust (en alemán: Landkreis Ludwigslust) era el distrito de mayor superficie del estado federal de Mecklemburgo-Pomerania Occidental (Alemania). Se encontraba ubicado al sudoeste del estado federal. Los distritos vecinos eran al norte el distrito de Mecklemburgo Noroccidental y la cicudad libre (kreisfreie Stadt) de Schwerin, al este el distrito de Parchim, al sudeste limitaba con el distrito de Brandeburgo de Prignitz, al sur con el distrito de Baja Sajonia de Lüchow-Dannenberg, al sudeste con el distrito de Luneburgo y al oeste con el distrito del estado federal de Schleswig-Holstein de Lauenburgo. La capital del distrito se encontraba ubicada en la ciudad de Ludwigslust.

## Geografía
El territorio del distrito de Ludwigslust se encuentran los ríos Boizenburgo/Elba y Dömitz así como el Elba, al norte de la ciudad de Schwerin.

## Historia
El distrito sufrió una reforma en el año 1994 convirtiéndose en la composición de municipios y Amt que hoy en día se conoce, los municipios provenían del Kreis Hagenow y los Ämter Rastow y Stralendorf del distrito de Schwerin-Land con el distrito de Ludwigslust. En 2011 fue disuelto.

## Composición del distrito
(Recuento de habitantes de 30 de junio de 2006)
Ciudades
1. Boizenburg/Elbe, ciudad * (10.779)
2. Hagenow, ciudad * (12.252)
3. Lübtheen, ciudad (4.804)
4. Ludwigslust, ciudad * (12.884)

Unión de municipios/ciudades (Amt)
| - 1. Amt Boizenburg-Land [Sitz: Boizenburg/Elbe] 1. Bengerstorf (590) 2. Besitz (512) 3. Brahlstorf (778) 4. Dersenow (514) 5. Gresse (662) 6. Greven (844) 7. Neu Gülze (781) 8. Nostorf (733) 9. Schwanheide (835) 10. Teldau (899) 11. Tessin b. Boizenburg (412) - 2. Amt Dömitz-Malliß 1. Dömitz, ciudad * (3.338) 2. Grebs-Niendorf (707) 3. Karenz (297) 4. Malk Göhren (563) 5. Malliß (1.397) 6. Neu Kaliß (2.081) 7. Vielank (1.454) - 3. Amt Grabow 1. Balow (350) 2. Brunow (382) 3. Dambeck (326) 4. Eldena (1.404) 5. Gorlosen (573) 6. Grabow, ciudad * (6.189) 7. Karstädt (632) 8. Kremmin (280) 9. Milow (462) 10. Möllenbeck (240) 11. Muchow (376) 12. Prislich (828) 13. Steesow (215) 14. Zierzow (462) | - 4. Amt Hagenow-Land [Sitz: Hagenow] 1. Alt Zachun (402) 2. Bandenitz (512) 3. Belsch (255) 4. Bobzin (307) 5. Bresegard bei Picher (360) 6. Gammelin (508) 7. Groß Krams (205) 8. Hoort (617) 9. Hülseburg (170) 10. Kirch Jesar (682) 11. Kuhstorf (811) 12. Moraas (508) 13. Pätow-Steegen (406) 14. Picher (748) 15. Pritzier (516) 16. Redefin (559) 17. Setzin (529) 18. Strohkirchen (327) 19. Toddin (530) 20. Warlitz (496) - 5. Amt Ludwigslust-Land [Sitz: Ludwigslust] 1. Alt Krenzlin (829) 2. Bresegard bei Eldena (239) 3. Göhlen (415) 4. Groß Laasch (1.065) 5. Leussow (307) 6. Lübesse (791) 7. Lüblow (684) 8. Rastow (2007) 9. Sülstorf (962) 10. Uelitz (449) 11. Warlow (534) 12. Wöbbelin (954) | - 6. Amt Neustadt-Glewe 1. Blievenstorf (497) 2. Brenz (569) 3. Neustadt-Glewe, ciudad * (6.882) - 7. Amt Stralendorf 1. Dümmer (1.391) 2. Holthusen (886) 3. Klein Rogahn (1.319) 4. Pampow (2.920) 5. Schossin (276) 6. Stralendorf * (1.483) 7. Warsow (668) 8. Wittenförden (2.791) 9. Zülow (157) - 8. Amt Wittenburg 1. Körchow (874) 2. Lehsen (354) 3. Wittenburg, ciudad * (4.901) 4. Wittendörp (3.072) - 9. Amt Zarrentin 1. Gallin (525) 2. Kogel (609) 3. Lüttow-Valluhn (800) 4. Vellahn (2.844) 5. Zarrentin am Schaalsee, ciudad * (4.612) |